# (4195) Esambaev
(4195) Esambaev (1982 SK8) – planetoida z pasa głównego asteroid okrążająca Słońce w ciągu 4,78 lat w średniej odległości 2,83 j.a. Odkryta 19 września 1982 roku.